# 지방도 제740호선
지방도 제740호선은 전북특별자치도 익산시 여산면 교창삼거리에서 완주군 운주면 산북리를 잇는 전북특별자치도의 지방도이다.
2013년 5월 20일에 천호터널 구간인 익산시 여산면 호산리 ~ 완주군 화산면 운산리 구간 3.65km이 개통되었다.

## 연혁
- 2005년 7월 1일 : 익산시 여산면 태성리 ~ 호산리 1.32 km 구간 개통[2]
- 2013년 5월 14일 : 여산 ~ 화산간 도로(익산시 여산면 호산리 ~ 완주군 화산면 운산리) 3.65km 구간 확장 개통[3]
- 2013년 8월 16일 : 익산시 여산면 호산리 ~ 완주군 화산면 운산리 3.65 km 구간으로 노선 변경[4]
- 2015년 1월 8일 : 완주군 운주면 금당리 ~ 고당리 3.63 km 구간 확장 개통[5]
- 2018년 7월 5일 : 완주군 운주면 산북리 1.56 km 구간 확장 개통[6]
- 2024년 12월 13일 : 화산 ~ 경천간 도로 1공구(완주군 화산면 성북리) 2.76km 구간 확장 개통, 기존 완주군 화산면 성북리 총 2.38km 구간 폐지[7]

## 주요 경유지
- 익산시
  - 여산면 교창삼거리 - 여산향교 - 태성육교 - 호산리 - 천호터널 (448m) - 태성리
- 완주군
  - 화산면 수로암거2교 - 운산교 - 운산리 - 세인고등학교 - 병암2교 - 병암1교 - 병암교 - 천내교 - 우월리 - 우월교 - 우월삼거리 - 용봉교 - 화월삼거리 - 화산중학교 - 화산교 - 화평사거리 - 화평리 - 고성교 - 수락사거리 - 수락교 - 성북교 - (미개통 구간 : 성북리)
  - 경천면 (미개통 구간 : 경천리) - (국도 제17호선과 중복) - (1차선 구간 : 오복교 - 가천초등학교 - 가천리 - 구재교 - 요동교) - (미개통 구간 : 용계재)
  - 운주면 (미개통 구간 : 용계재) - (1차선 구간 : 금당보건진료소 - 금당리 - 궁동교 - 두모교 - 삼거교 - 삼거리교 - 숯고개 (쑥고개) - 서평교 - 산북보건진료소 - 주암교 - 산북리 (당헌))

## 중복 구간
- 완주군 화산면 화월삼거리 ~ 화평사거리 : 지방도 제643호선과 중복
- 완주군 경천면 경천리 : 국도 제17호선과 중복

## 도로명
- 익산시 여산면 교창삼거리 ~ 태성리 : 태성길
- 완주군 화산면 수로암거2교 ~ 운산리 : 누하길
- 완주군 화산면 운산리 ~ 화평사거리 : 화산로
- 완주군 화산면 화평사거리 ~ 수락사거리 : 신구로
- 완주군 화산면 수락사거리 ~ 경천면 경천리 : 화산로
- 완주군 경천면 경천리 : 대둔산로
- 완주군 경천면 경천리 ~ 요동교 북단 : 경가천길
- 완주군 경천면 요동교 북단 ~ 용계재 : 시우동길
- 완주군 운주면 금당보건진료소 ~ 삼거리교 동단 : 금고당로
- 완주군 운주면 삼거리교 동단 ~ 산북리 (당헌) : 숯고개길